# Villages Nature Paris
 (octobre 2022).
 (octobre 2022).
Si vous disposez d'ouvrages ou d'articles de référence ou si vous connaissez des sites web de qualité traitant du thème abordé ici, merci de compléter l'article en donnant les références utiles à sa vérifiabilité et en les liant à la section « Notes et références ».
Villages Nature Paris est un village de vacances du groupe Pierre & Vacances-Center Parcs, initialement développé en partenariat avec Euro Disney, sous la forme d'une coentreprise. Il se situe à Val d'Europe, le quatrième secteur de la ville nouvelle de Marne-la-Vallée en Seine-et-Marne, à 6 km au sud des parcs Disney, sur les communes de Villeneuve-le-Comte, Bailly-Romainvilliers et Serris.

## Historique
Le projet est évoqué dès 2003 mais sa mise à l'étude est officialisée le 13 février 2007, permettant la définition des conditions du projet par les diverses parties concernées (Pierre et Vacances, Euro Disney et les partenaires publics). Le 8 juillet 2010, le conseil régional d'Île-de-France vote en faveur de la création de Villages Nature.
Le 14 septembre 2010, Euro Disney, l’État et les collectivités territoriales signent un avenant à la convention de 1987, qui la prolonge jusqu'en 2030 (au lieu de 2017 initialement) et agrandit le périmètre de développement délégué à Euro Disney qui passe de 1 943 ha à 2 230 ha. Cet avenant officialise donc le projet de Villages Nature,.
Le 24 novembre 2010, les deux sociétés ont présenté le projet Villages Nature officiellement.

### Débat public
À la suite de la saisine du 14 septembre, la Commission nationale du débat public (CNDP) décide le 6 octobre 2010 d'organiser un débat public conjointement avec l’Établissement public d'aménagement, aménageur public du projet, et la société « Les Villages Nature du Val d'Europe S.A.S. » (coentreprise créée à parité par Euro Disney et Pierre & Vacances), le développeur privé. Ce débat public se déroule du 12 avril au 23 juin 2011 et donne lieu le 30 septembre 2011 à une décision finale des deux porteurs du projet précisant les modalités de poursuite de sa mise en œuvre à la suite du débat public.
Entre décembre 2011 et mai 2012, se déroulent une série de procédures publiques administratives, dont six enquêtes publiques qui se tiennent dans les communes concernées par le projet, pour préparer le lancement concret du chantier qui pourrait démarrer fin 2013.
Le 27 juillet 2012 sont signés plusieurs arrêtés préfectoraux, dont la déclaration d'utilité publique.

### Calendrier
Le 26 mai 2014, Villages Nature Paris finalise son financement de 360 millions d'euros et prévoit une ouverture en 2016.
Le 11 décembre 2014, le premier ministre Manuel Valls pose la première pierre du complexe. La première phase est achevée en 2017, une deuxième phase de 1158 cottages et appartements devait initialement suivre avec une livraison prévue en 2020-2022, repoussée à 2025.
L'ouverture du complexe, initialement prévue à l'automne 2016, est dans un premier temps décalée au printemps 2017,. La date du 11 août 2017 est finalement annoncée pour le grand public, avant que celle-ci ne soit à nouveau repoussée au 1er septembre 2017. Le complexe est inauguré le 10 octobre 2017.

### Rachat
Le 14 décembre 2022, le groupe Pierre & Vacances-Center Parcs rachète les parts de Villages Nature Tourisme appartenant à Euro Disney SCA,.

## Hébergements
La phase 1 du projet porte sur la réalisation de 868 hébergements (448 cottages et 320 appartements) répartis dans trois gammes thématiques et accompagnés de nombreux équipements de loisirs — dont un parc aquatique de 9 000 m² et son lagon extérieur de 2 500 m2 — le tout sur une surface de 180 ha. Seuls 10 % de cette surface seraient construits, le reste demeurant à l'état naturel[non neutre]. Villages Nature Paris sera construit à la périphérie sud des terrains de Disneyland Paris, mais viendra ceinturer le Ranch Davy Crockett. L'ouverture au public de cette première tranche est prévue en septembre 2017. Une phase 2, portant la capacité de Villages Nature Paris à 1 158 hébergements, débute en 2022 pour une fin de travaux estimée à 2025.

## Emploi
Villages Nature Paris devrait générer lors de la phase 1 environ 4 500 emplois directs et indirects (dont 1 600 emplois directs créés dans le complexe)[réf. nécessaire].
Le 2 juillet 2014 est signée une convention entre la société Villages Nature et plusieurs parties publiques. 

## Modèle économique
Le Groupe Pierre & Vacances-Center Parcs finance une grande partie de Villages Nature Paris en vendant les cottages et appartements qu'ils ont construits sur le site.
La commercialisation de 718 logements (483 cottages et 235 appartements) débute en juin 2013. La majorité des logements n'est donc pas la propriété du gestionnaire qui a conclu des baux commerciaux avec un nombre important de copropriétaires qui sont, pour la plupart, des particuliers.
Afin de simplifier et d'harmoniser cette gestion, les copropriétaires de Villages Nature Paris se sont regroupés en association, l'ACVNP.
Le programme immobilier est revendu en VEFA (Vente en l’État Futur d'Achèvement) à des prix de vente élevés par rapport à la moyenne locale. Cela est possible grâce aux niches fiscales qui permettent aux investisseurs de déduire de leurs impôts entre 20 et 30% du montant du bien (TVA + amortissement du bien). Le groupe peut donc sur-vendre le bien, puisqu'une grande partie est financée par l’État. Il promet un loyer reversé par le groupe aux investisseurs sur la durée en générale de 9-10 ans afin de limiter le risque de l'investisseur et donc de l'inciter à investir en toute sécurité.
Le Groupe Pierre & Vacances-Center Parcs a donc une stratégie qui consiste à créer un projet, en limitant tout investissement financier, et donc tout risque, en dehors de l'investissement initial (Bureaux d'études divers , Frais de justice, ... ).

## Impact sur l'environnement
Depuis son origine, Villages Nature Paris a engagé une démarche de tourisme durable, via un « Plan d'Action Durable » (PAD) en dix cibles mesurables dans le temps, inspiré de la méthodologie One Planet Living développée par les ONG BioRegional.